# فرودگاه پولاتوک
 فرودگاه پولاتوک (به انگلیسی: Paulatuk Airport) یک فرودگاه همگانی باربری با کد یاتا YPC است که یک باند فرود شن دارد و طول باند آن ۱٬۲۲۰ متر است. این فرودگاه در کشور کانادا قرار دارد و در ارتفاع ۵ متری از سطح دریا واقع شده است.

## شرکت‌های هواپیمایی و مقصدهای پروازی
| شرکت‌های هواپیمایی                     | مقصدهای پروازی     |
| ------------------------------------- | ------------------ |
| Kenn Borek Air operating as اکلاک ایر | اینوویک مایک زوبکو |